# Tháp Trung tâm Thương mại Thế giới Trung Quốc 3
Tháp Trung tâm Thương mại Thế giới Trung Quốc 3 là một tòa nhà chọc trời đang được xây dựng tại Bắc Kinh, Trung Quốc. Được dự định hoàn thành trong năm 2008, tòa nhà có chiều cao 330m gồm 74 tầng này sẽ trở thành tòa nhà cao nhất thủ đô Bắc Kinh và cao thứ 7 Trung Quốc. Từ tầng 1 đến tầng 55 của tòa nhà sẽ được dùng làm văn phòng, từ tầng 56 đến tầng 71 sẽ là một khách sạn 270 phòng, 3 tầng trên cùng sẽ được sử dụng làm nhà hàng và đài quan sát.